# Enji
Enji（エンジ）、本名：エンカルジャール・エルクヘンバヤル（Enkharjal Erkhembayar）、1991年 - ）は、モンゴルのシンガーソングライター。
1991年にウランバートルに生まれ、移動式住居のユルトで育つ。両親から民謡や舞踊を学び、伝統的歌唱法のオルティンドーを身につけた。当初はステージに立つことや作曲は考えず、小学校の教師を目指していたが、ゲーテ・インスティトゥートによるジャズ教育のプログラムがきっかけでジャズに関心を持って作曲を始めた。ピアニストを目指し、オーディションでピアノの弾き語りを披露したところ、ボーカリストとしてミュンヘンに渡ることになった。以後はジャズ・ボーカリストとしてミュンヘンで活動している。2020年にミュンヘン音楽・演劇大学のジャズボーカル修士課程を卒業した。

## 作品
Enjiの音楽は、モンゴル伝統音楽とジャズの融合と評価されている。ドイツの公共放送Deutschlandfunkは、“ジャズとフォークとモンゴル歌の伝統とのユニークな混合”と紹介した。Enji自身は「文化を超えた共通体験、帰属意識と親和性への疑問」とも評している。作曲するようになったきっかけとして、カーメン・マクレエ、ナンシー・ウィルソン、エラ・フィッツジェラルドらの音楽をあげている。
デビューアルバムは、モンゴルの作曲家センビーン・ゴンチグソムラーの曲を唄った『Mongolian Song』（2017年）となった。このアルバムでは、ドラマーのビリー・ハート、サックス奏者のヨハネス・エンダース、ピアニストのポール・カービー、Enjiの指導者でもあるマーティン・ツェンカーが参加した。
セカンドアルバム『Ursgal』（2021年）は、新型コロナウイルスによるパンデミックをきっかけとした内省の中で作られた。主にオリジナル曲で構成し、ミュンヘンのジャズバンド、フェイザー（FAZER）のギタリストであるポール・ブランドル（Paul Brändle）と、モンゴル出身のベーシストのムングントフチ・ソルモンバヤル（Munguntovch Tsolmonbayar）とのトリオ編成を中心に製作した。冒頭の曲「Zavkhan」は、父親の故郷であるザブハン県に由来し、音楽の探求を後押しした父親への愛情を表現した。ジャズのスタンダードとしては「I'm Glad There Is You」をアカペラで収録している。
サードアルバム『Ulaan』 (2023年)もブランドルとソルモンバヤルとのトリオを中心とし、加えてブラジルのバンドであるクアルタベー（Quartabê）から、クラリネット奏者ジョアナ・ケイロス（Joana Queiroz）とドラムス奏者マリア・ポルトガル（Mariá Portugal）が参加した。Enjiとブランドルのオリジナル曲を中心に、モンゴル伝統曲のカバーとケイロスが手がけた曲が収録されている。

## ディスコグラフィ
- 『Mongolian Song』 (2017年) [5]
- 『Ursgal』 (2021年) [6]
- 『Ulaan』 (2023年) [7]